# Ixora peruviana
Ixora peruviana là một loài thực vật có hoa trong họ Thiến thảo. Loài này được (Spruce ex K.Schum.) Standl. mô tả khoa học đầu tiên năm 1931.